# Petrovac (gmina Lebane)
Petrovac (cyr. Петровац) – wieś w Serbii, w okręgu jablanickim, w gminie Lebane. W 2011 roku liczyła 26 mieszkańców.